# Freddie Prinze
Freddie Prinze, né Frederick Karl Pruetzel le 22 juin 1954 à New York et mort le 30 janvier 1977 à Hollywood, est un acteur américain.

## Biographie
Frederick Karl Pruetzel est né le 22 juin 1954 à New York de l'union de Karl Pruetzel, de confession luthérienne et d'origine allemande et de Maria, catholique portoricaine. Il entre au lycée des arts de la scène Fiorello LaGuardia, mais en est exclu peu de temps après. Il obtient son unique grand rôle en interprétant Francisco "Chico" Rodriguez de 1974 à 1977 dans la série télévisée Chico and the Man. 
Il se marie en 1975 avec Kathy Cochran de laquelle il a un fils, le 8 mars 1976, l'acteur Freddie Prinze Jr. Onze mois plus tard, il se tire une balle dans la tête dans son appartement et meurt de ses blessures à l'âge de 22 ans, le 29 janvier 1977.

## Anecdotes
- Il a été nommé au Golden Globes USA en 1977 en compétition comme meilleur acteur et au TV Land Award en 2004.
- Dans le film musical Fame, il est le modèle de Ralph Garci, l'un des personnages du film. C'est pour lui que Ralph suivra les quatre ans de formation.